# Сиган-орамин
Сиган-орамин, или пестряк-орамин, или белопятнистый пестряк (лат. Siganus canaliculatus), — вид лучепёрых рыб из семейства сигановых (Siganidae). Широко распространены в Индо-Тихоокеанской области. Максимальная длина тела 40 см.

## Описание
Тело умеренно вытянутое, овальной формы, сжато с боков, покрыто мелкой циклоидной чешуёй. Высота тела укладывается 2,3—2,8 раза в стандартную длину тела. Профиль головы над глазами вогнутый. Рыло немного заострённое. Передняя ноздря с длинным лоскутом у молоди, длина которого снижается по мере роста рыб; у старых рыб лоскут отсутствует. Рот конечный, маленький. Челюсти не выдвижные, на обеих челюстях резцеобразные зубы расположены в один ряд. Зубы посажены очень плотно, иногда перекрываются. В спинном плавнике 13 колючих и 10 мягких лучей. Перед плавником расположена направленная вперёд маленькая колючка, которая часто покрыта кожей. Колючие лучи с четвёртого по седьмой длиннее остальных. В анальном плавнике 7 колючих и 9 мягких лучей. Жёсткие лучи спинного и анального плавников соединены с ядовитыми железами, которые располагаются у их основания. Уникальными являются их брюшные плавники, в которых за первым колючим лучом следуют 3 мягких луча, а затем идёт ещё один жёсткий луч. Хвостовой плавник слабовыемчатый.
Окраска очень изменчива, зависит от состояния рыбы. Обычно верхняя часть тела серебристо-серая, а нижняя часть серебристая. Верхняя часть головы с зеленоватым оттенком. На затылке и туловище разбросаны многочисленные (от 100 до 200) жемчужно-голубые или беловатые пятна. На нижней стороне тела пятна размером со спичечную головку, над боковой линией несколько мельче, а на затылке — всего с булавочную головку. Форма пятен круглая, яйцевидная или стержневидная; размер пятен гораздо меньше промежутков между ними. Пятна расположены более или менее горизонтальными рядами; между первым колючим лучом спинного плавника и боковой линией 2—3 ряда и около 10 рядов между высшей точкой боковой линии и основанием первого анального плавника. Немного ниже начала боковой линии часто располагается тёмное пятна диаметром меньше диаметра глаза. При испуге или ранении на боках тела появляются светло- и тёмно-коричневые, и кремовые пятна, которые образуют 6 или 7 равномерно расположенных тёмных диагональных зон с более светлыми зонами одинаковой ширины между ними, рисунок которых может затемнять часть “основного” рисунка пятен; под подбородком становится видна коричневая полоса.
Максимальная длина тела 40 см, обычно до 20 см.

## Биология
Морские придонные рыбы. Обитают в прибрежных водах над скалистыми и песчаными грунтами на глубине от 1 до 50 м, а также у устьев рек. Молодь образует крупные стаи. По мере роста рыб размер скоплений снижается. Питаются водорослями, соскабливая их со скал и кораллов; в меньшей степени — морскими травами. Продолжительность жизни оценивается в среднем в 7,8 лет.

### Размножение
Самцы и самки белопятнистого пестряка впервые созревают в начале второго года жизни при длине тела 17 см и 17,5 см, соответственно. В Персидском заливе нерестятся в апреле — мая. Нерест порционный. Плодовитость зависит от массы тела самок и достигает 1 млн икринок. Нерест связан с лунным циклом, и основной пик наблюдается в течение нескольких дней после новолуния.

## Ареал
Широко распространены в Индо-Тихоокеанской области от Персидского залива далее на восток вдоль побережья Южной и Юго-Восточной Азии, до Индонезии, Таиланда, Папуа-Новая Гвинея и до островов Микронезии и Меланезии (острова Палау, Яп). Встречаются у берегов Вьетнама, Китая и юга Японии (острова Рюкю). На юге доходят до северных берегов Австралии.

## Взаимодействие с человеком
Сиган-орамин является важной промысловой рыбой в Персидском заливе. Ловят донными тралами, сетями и ловушками. Также попадается в качестве прилова. Считается хорошей столовой рыбой. Предпринимаются попытки выращивания в аквакультуре.